# خوان بوجول غارثيا
كان خوان بوجول غارثيا، الحائز على رتبة فائقة الامتياز في الإمبراطورية الملكية (14 فبراير 1912 - 10 أكتوبر 1988)، عميلًا مزدوجًا إسبانيًا ضد ألمانيا النازية خلال الحرب العالمية الثانية، عندما عاد إلى بريطانيا ليقوم بنشاطاته التجسسية الوهمية لصالح الألمان. أعطاه البريطانيون الاسم الرمزي غاربو؛ وأعطاه نظراؤهم الألمانيون الاسم الرمزي ألاريك وأشاروا إلى شبكته التجسسية غير الموجودة باسم «أرَبال».
بعد زيادة الحقد على النظامين الشيوعي والفاشي في أوروبا خلال الحرب الأهلية الإسبانية، قرر بوجول أن يصبح جاسوسًا للحلفاء كوسيلة لفعل شيء «لمصلحة الإنسانية». اتصل بوجول وزوجته بوكالتَي الاستخبارات البريطانية والأمريكية، لكن كلًا منهما رفض عرضه.
وبدون تردد، صنع هوية مزيفة لمسؤول حكومي إسباني متطرف للنازية ونجح في أن يصبح عميلًا ألمانيًا. تلقى تعليمات بأن يسافر إلى بريطانيا ويُجند عملاء إضافيين. انتقل بدلًا من ذلك إلى لشبونة، وأنشأ تقارير مزورة بمساعدة مصادر عامة متنوعة، بما فيها دليل سياحي لبريطانيا، وجداول زمنية للقطارات ونشرات أخبار سينمائية وإعلانات للمجلات.
على الرغم من أن المعلومات لم تكن لتصمد أمام الفحص الدقيق، لكن سرعان ما بنى بوجول نفسه كعميل جدير بالثقة. بدأ بابتكار عملاء فرعيين وهميين ليتحملوا مسؤولية المعلومات المغلوطة والأخطاء المرتكبة. قبل الحلفاء بوجول أخيرًا عندما أنفق الألمان موارد كبيرة في محاولتهم لملاحقة قافلة وهمية. قُبل خوان بوجول بعد إجراء عدة مقابلات من قبل ديزموند بريستو من القسم الخامس لجهاز الاستخبارات البريطاني (إم آي 6) من الفرع الإيبيري. نُقلت العائلة إلى بريطانيا وأُعطي بوجول الاسم الرمزي «غاربو». أمضى ب بقية الحرب في توسيع الشبكة الوهمية، إذ تواصلوا في البداية عن طريق إرسال الرسائل إلى المساعدين الألمان ولاحقًا عن طريق الرسالة اللاسلكية. في النهاية كان الألمان يمولون شبكة مؤلفة من 27 عميلًا.
كان لبوجول دور رئيسي في نجاح عملية فورتيتود (الثبات)، وكانت عملية الخداع تلك تهدف إلى تضليل الألمان بشأن توقيت وموقع وحجم الغزو النورماندي عام 1944. ساعدت المعلومات الكاذبة التي قدمها بوجول في إقناع الألمان أن الهجوم الرئيسي سيكون في باس دو كاليس، لذا أبقوا على قوات كبيرة هناك قبل الغزو وحتى بعده. تميّز بوجول بتلقيه أوسمة عسكرية من كلا طرفي الحرب وبمنحه الصليب الحديدي ليصبح عضوًا في وسام الإمبراطورية البريطانية.

## نشأته
وُلد بوجول في برشلونة لوالده خوان بوجول، وهو كتلوني كان يمتلك مصنعًا للصباغ، ولوالدته ميرسيدس غويارو غارثيا من البلدة الأندلوسية موتريل في مقاطعة غرناطة. هو الولد الثالث بين أربعة أطفال. أُرسل بوجول في السابعة من عمره إلى مدرسة فالديميا الداخلية التي يديرها الأخوه ماريست في ماتارو، على بعد 20 ميلًا من برشلونة؛ وبقي هناك في السنين الأربع التالية. كان يُسمح للطلاب بالخروج من المدرسة فقط في أيام الأحد إذا كان لديهم زوار، لذلك كان والده يقوم بالرحلة كل أسبوع.
تنحدر والدته من عائلة كاثوليكية رومانية متزمّتة، وكانت تقوم بطقس المناولة كل يوم، لكن والده علماني أكثر، وكانت لديه آراء سياسية ليبرالية. في سن الثالثة عشر، نُقل إلى مدرسة في برشلونة يُديرها صديق والده في لعب الورق، الأب موسن جوزيف، حيث بقي هناك ثلاث سنوات. قرر بعد مشادة كلامية مع معلمه أنه لم يعد يريد البقاء في المدرسة وأصبح متدربًا في متجر للمعدات الحاسوبية. عمل بوجول في العديد من المهن قبل وبعد الحرب الأهلية الإسبانية، مثل دراسة تربية الحيوانات في مدرسة الدواجن الملكية في آرنيس دو مارس، وإدارة شركات متنوعة من ضمنها سينما. توفي والده بعد عدة أشهر من تأسيس الجمهورية الثانية عام 1931، بينما كان بوجول يكمل تعليمه كمربي دواجن. ترك والد بوجول عائلته في حالة جيدة، إلى أن استولى العمال على مصنع والده في الفترة السابقة للحرب الأهلية الإسبانية.

## الحرب الأهلية الإسبانية
في عام 1931، خدم بوجول ستة أشهر من الخدمة العسكرية الإلزامية في وحدة سلاح الفرسان الفوج السابع من المدفعية الخفيفة. كان يعرف أنه لم يكن مناسبًا لمهنة عسكرية، إذ كان يكره ركوب الخيل وادعى أنه يفتقد «للصفات الأساسية من الولاء والكرم والشرف». كان بوجول يدير مزرعة دواجن في شمال برشلونة عام 1936 عندما بدأت الحرب الأهلية الإسبانية. اختُطف خطيب أخته إيلانا على يد القوات الجمهورية، ولاحقًا أُلقي القبض على والدته وأخته واتُّهمتا بأنهما معارضتان للثورة. تمكن أحد أقربائهم في اتحاد العمال من إنقاذهم من الأسر.
استُدعي للخدمة في الجانب الجمهوري، لكنه عارض الحكومة الجمهورية بسبب معاملتهم لعائلته. اختبأ في منزل صديقته حتى أُلقي القبض عليه بمداهمة للشرطة، وسُجن لمدة أسابيع قبل أن يطلق سراحه عن طريق مجموعة المقاومة التقليدية سوكورو بلانكو. أخفَوه حتى يتمكنوا من صنع أوراق هوية مزيفة له تُظهر أنه كبير جدًا على الخدمة العسكرية. بدأ بإدارة مزرعة دواجن استحوذت عليها الحكومة الجمهورية المحلية  لكنها لم تكن مُجدية اقتصاديًا. كثّفت تجربة حكم المجلس حقده على الشيوعية. انضم إلى الجانب الجمهوري باستخدام أوراقه المزيفة بنيّة الفرار في أقرب وقت، إذ تطوع لوضع كابلات التلغراف بالقرب من الخطوط الأمامية. تمكن من الفرار إلى الجانب القومي خلال معركة إيبرو في سبتمبر عام 1938.
ومع ذلك، تعرض لمعاملة سيئة مماثلة في الطرف القومي، إذ كره نفوذهم الفاشي، وتعرض للضرب والسجن على يد عقيد إثر تعبيره عن تعاطفه مع النظام الملكي.
تركت فيه تجربته مع كلا الجانبين كرهًا عميقًا لكل من الفاشية والشيوعية، بالتالي ألمانيا الشيوعية والاتحاد السوفييتي. كان فخورًا بأنه تمكن من خدمة كلا الطرفين بدون أن يطلق رصاصة واحدة لصالح أي منهما. بعد خروجه من الجيش الوطني، التقى بزوجته المستقبلية الأولى، أراسيلي غونزاليس، في بورغوس وتزوجها في مدريد. رُزقا بطفل واحد باسم، خوان فرناندو.

## الحرب العالمية الثانية

### التجسس المستقل
في عام 1939، خلال الأيام الأولى للحرب العالمية الثانية، قرر بوجول أنه يجب أن يقدم مساهمة «لصالح الإنسانية» (ومعارضة نظام فرانكو) من خلال مساعدة بريطانيا التي كانت مع إمبراطوريتها خصم ألمانيا الوحيد في ذلك الوقت.
اقترب من البريطانيين في البداية ثلاث مرات، واحدة منها عبر زوجته (رغم أن بوجول قد أزال مشاركتها من مذكراته)، لكنهم لم يبدوا أي اهتمام بتوظيفه كجاسوس. لذلك قرر أن يبني نفسه كعميل ألماني قبل أن يقترب من البريطانيين مجددًا ليعرض خدماته كعميل مزدوج.
صنع بوجول هوية بصفته مسؤولًا حكوميًا إسبانيًا مؤيدًا للنازية بشكل متعصب يمكنه أن يسافر إلى لندن في مهمات عمل رسمية، وحصل أيضًا على جواز سفر إسباني دبلوماسي مزيف عن طريق خداع عامل طباعة وجعله يظن أن بوجول عمل لصالح السفارة الإسبانية في لشبونة. اتصل بفريدريك كنابي-راتي، وهو عميل للمؤسسة الاستخباراتية آبفير في مدريد أُطلق عليه الاسم الرمزي «فريدريكو». قبلت آبفير بوجول ومنحته دورة مكثفة في التجسس (بما في ذلك الكتابة السرية)، وزجاجة من الحبر غير المرئي، وكتاب تشفير، و600 جنيه إسترليني لتغطية النفقات. كانت الأوامر التي تلقاتها تنص على أن ينتقل إلى بريطانيا ويُجند شبكة من العملاء البريطانيين.
انتقل بدلًا من ذلك إلى لشبونة، وباستخدام دليل سياحي إلى بريطانيا وكتب مرجعية ومجلات من مكتبة لشبونة العامة وتقارير نشرات إخبارية شاهدها في السينما، صنع تقارير موثوقة ظاهريًا بدت كأنها جاءت من لندن. ادعى أنه يسافر في جميع أنحاء بريطانيا، وقدّم نفقات سفره على أساس الأسعار الموجودة في دليل السكك الحديدية البريطاني. سببت عدم معرفة بوجول بالنظام المستخدم قبل النظام الثنائي للعملة المستخدمة في بريطانيا صعوبة بسيطة له. في هذا الوقت كانت بريطانيا تستخدم نظام التبادل الثنائي عشر مُعبرًا عنه بالجنيه الإسترليني والشلن والبنس. لم يكن بإمكانه جمع نفقاته بسبب القواعد المختلفة لعملية الجمع في النظام الثنائي عشر. بدلًا من ذلك، فصّلها وقال إنه سيرسل الإجمالي لاحقًا.
أنشأ خلال هذا الوقت شبكة من العملاء الفرعيين الوهميين الذين يعيشون في أنحاء مختلفة من بريطانيا. ارتكب عدة أخطاء لأنه لم يزر المملكة المتحدة حقًا، كادعائه أن اتصاله المزعوم في غلاسكو «سيفعل أي شيء من أجل زجاجة من النبيذ»، غير مدرك لعادات الشرب الاسكتلندية أو أن المملكة المتحدة لم تستخدم نظام القياس المتري. اعتُرضت تقاريره عبر برنامج ألترا، وبدت موثوقة جدًا لدرجة أن دائرة مكافحة الاستخبارات البريطانية (إم آي 5) بدأت عملية تجسس واسعة النطاق.
في فبراير عام 1942، اتصل هو أو زوجته (تختلف الروايتان) بالولايات المتحدة الأمريكية بعد دخولها الحرب، وتواصلا مع الملازم البحري الأمريكي باتريك ديموريست في مكتب الملحق البحري في لشبونة، الذي أدرك قدرات بوجول. اتصل ديموريست بنظرائه البريطانيين.